# Урбандейл (Айова)
Урбандейл (англ. Urbandale) — місто (англ. city) в США, в округах Полк і Даллас штату Айова. Населення — 45 580 осіб (2020).

## Географія
Урбандейл розташований за координатами 41°38′12″ пн. ш. 93°46′47″ зх. д. / 41.63667° пн. ш. 93.77972° зх. д. (41.636688, -93.779792).  За даними Бюро перепису населення США в 2010 році місто мало площу 56,83 км², з яких 56,77 км² — суходіл та 0,06 км² — водойми.

## Демографія
Згідно з переписом 2010 року, у місті мешкали 39 463 особи в 15 596 домогосподарствах у складі 10 815 родин. Густота населення становила 694 особи/км².  Було 16319 помешкань (287/км²).
Расовий склад населення:
| - 91,1 % — білих - 3,5 % — азіатів - 2,8 % — чорних або афроамериканців - 0,1 % — корінних американців |

До двох чи більше рас належало 1,7 %. Частка іспаномовних становила 3,1 % від усіх жителів.
За віковим діапазоном населення розподілялося таким чином: 26,1 % — особи молодші 18 років, 62,1 % — особи у віці 18—64 років, 11,8 % — особи у віці 65 років та старші. Медіана віку мешканця становила 37,8 року. На 100 осіб жіночої статі у місті припадало 94,0 чоловіків;  на 100 жінок у віці від 18 років та старших — 91,4 чоловіків також старших 18 років.
Середній дохід на одне домашнє господарство  становив 101 780 доларів США (медіана — 78 059), а середній дохід на одну сім'ю — 118 853 долари (медіана — 95 628). Медіана доходів становила 63 312 долари для чоловіків та 46 899 доларів для жінок. За межею бідності перебувало 5,9 % осіб, у тому числі 8,9 % дітей у віці до 18 років та 4,5 % осіб у віці 65 років та старших.
Цивільне працевлаштоване населення становило 23 170 осіб. Основні галузі зайнятості: фінанси, страхування та нерухомість — 21,8 %, освіта, охорона здоров'я та соціальна допомога — 20,9 %, роздрібна торгівля — 12,1 %, науковці, спеціалісти, менеджери — 10,5 %.